# El Hamel
El Hamel è un comune dell'Algeria, situato nella provincia di M'Sila.